# غرافتون (نيوهامشير)
غرافتون (بالإنجليزية: Grafton, New Hampshire)‏ هي بلدة أمريكية تقع في الولايات المتحدة في مقاطعة غرافتون (نيوهامشير). يقدر عدد سكانها بـ 1,340 نسمة ومساحتها 110.4 كم2 وترتفع عن سطح البحر 265 متر.

## أعلام
- مونرو جوستين
- ميرا بيل مارتن